# نورمان بلامر
نورمان بلامر (بالإنجليزية: Norman Plummer)‏ هو لاعب كرة قدم بريطاني (وحمل سابقاً جنسية المملكة المتحدة لبريطانيا العظمى وأيرلندا) في مركز الدفاع، ولد في 11 يناير 1924، وتوفي في 25 أكتوبر 1999. لعب مع ليستر سيتي ونادي مانسفيلد تاون.